# Milesia apicalis
Milesia apicalis är en tvåvingeart som beskrevs av Snellen van Vollenhoven 1863. Milesia apicalis ingår i släktet Milesia och familjen blomflugor. Inga underarter finns listade i Catalogue of Life.